# Francesco La Saponara
Francesco La Saponara (Palazzo San Gervasio, 30 aprile 1936) è un politico italiano.

## Biografia
Viene eletto nella XII legislatura.